# Nederlandse Landwacht
De Nederlands(ch)e Landwacht was een Nederlandse paramilitaire organisatie die op 12 november 1943 van Duitse zijde werd opgericht. Ze dient niet te worden verward met het militaire vrijwilligerskorps 'Landwacht Nederland' dat in maart 1943 werd opgericht en in oktober werd hernoemd tot Landstorm Nederland, een onderdeel van de Waffen-SS. Na Dolle Dinsdag werd de Vrijwillige Hulppolitie toegevoegd aan de Landwacht.

## Oprichting
Kees van Geelkerken, de tweede man binnen de NSB, werd in november 1943 door Seyss-Inquart benoemd tot Inspecteur-Generaal van de Landwacht. Na Dolle Dinsdag viel de Landwacht direct onder Rauter als Befehlshaber der Ordnungspolizei. Na de aanslag op Rauter in maart 1945 werd de Duitse SD'er Eberhard Schöngarth zijn plaatsvervanger.
Het hoofdkwartier van de Landwacht was gevestigd in Villa Bloemheuvel aan de Hoofdstraat 23-25 te Driebergen.

## Kenmerken en daden

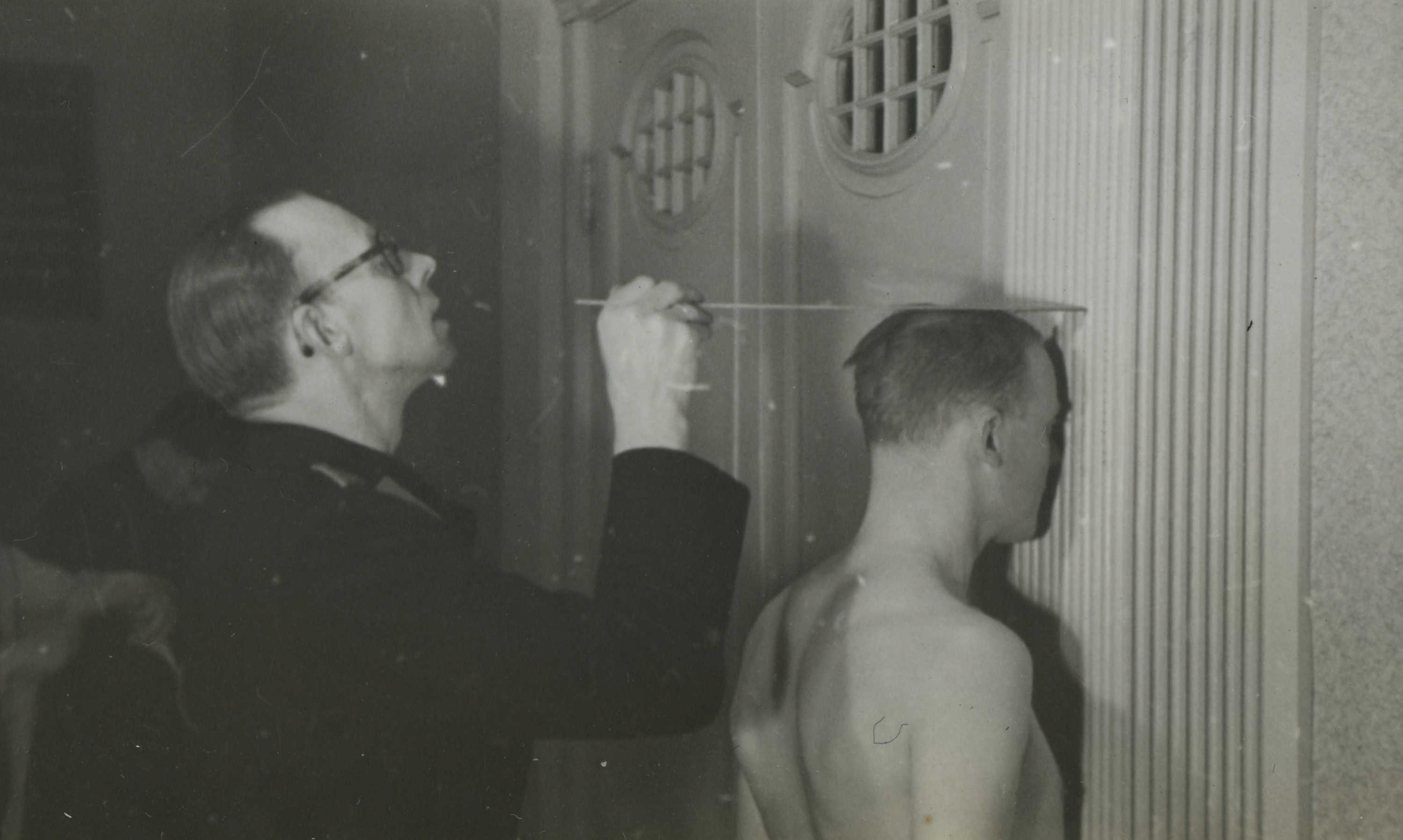
Keuring Landwacht (Amsterdam, 28 februari 1944).

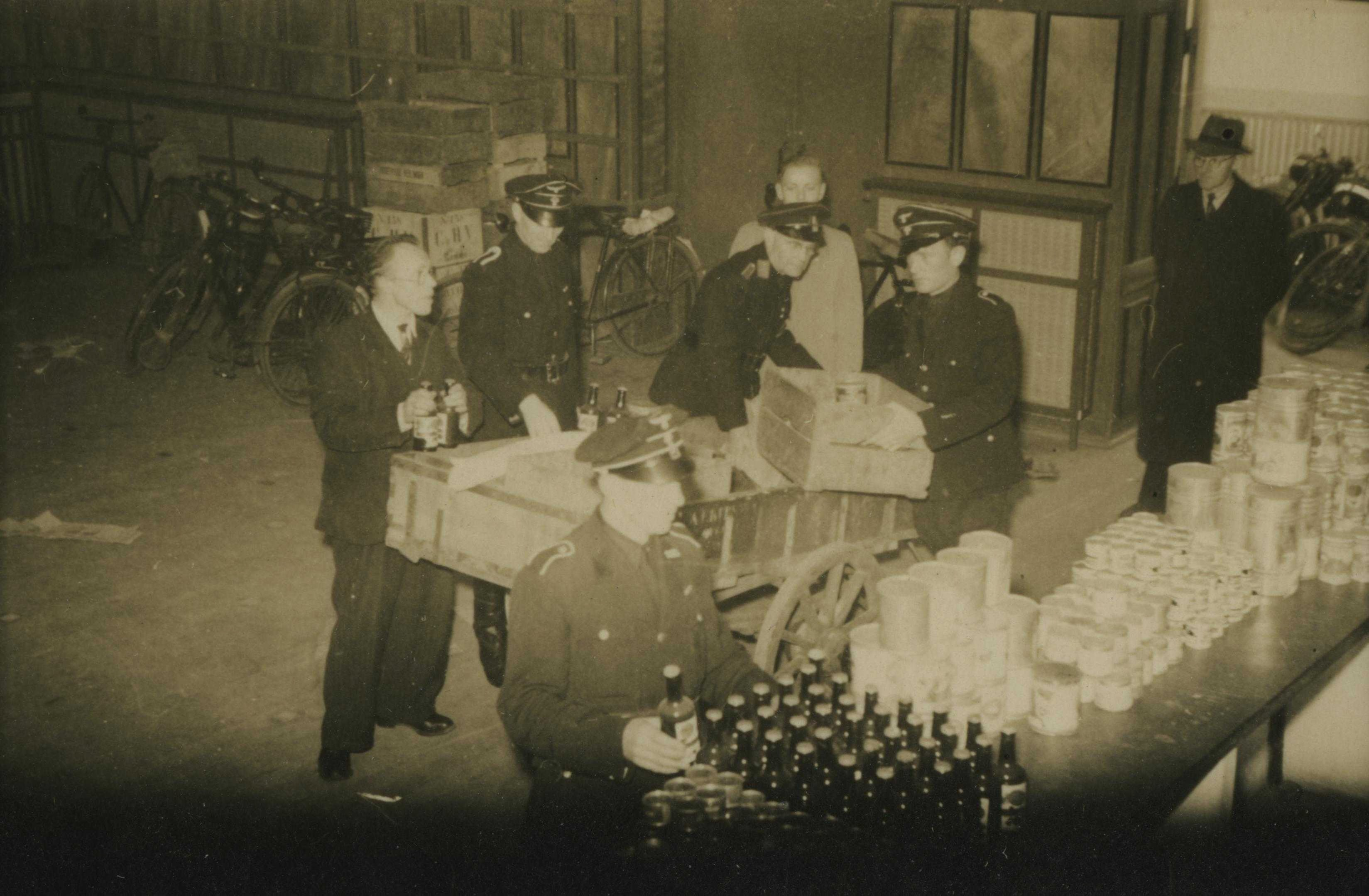
Landwachters bij de inbeslagname van blikgroenten (9 juni 1944).

De Landwacht bestond voornamelijk uit NSB'ers die met jachtgeweren waren uitgerust. Vandaar dat de bevolking de scheldnaam "Jan-Hagel" bedacht. Zij droegen geen uniform, maar wel een rode armband.
Gevreesd was de Landwacht wel, want op 27 maart 1945 wijdde het illegale Parool er een artikel aan. In dat blad werd gewag gemaakt van talloze arrestaties en executies door diezelfde Landwacht. Het Parool stelde dan ook dat na de bevrijding de Landwachters de kogel verdienden.
De Landwacht werd door de bevolking gehaat onder meer omdat ze de voedselpakketten van de bevolking in de Hongerwinter in beslag nam. Vele duizenden Nederlanders hadden tijdens de hongertochten een lange weg afgelegd om een stuk brood of wat aardappelen te bemachtigen. Hoewel de Landwacht uit leden van de NSB bestond, stond na Dolle Dinsdag aan het hoofd van de Landwacht niet het hoofd van de NSB (Anton Mussert), maar de SS-politiechef Hanns Albin Rauter.
De Landwacht werd voor het eerst op straat gesignaleerd in maart 1944. Ze werd vooral ingezet voor de bewaking van gebouwen, het controleren van persoonsbewijzen en het uitvoeren van arrestaties, huiszoekingen en visitaties.

## Uniformen
Leden van de Landwacht droegen de zwarte NSB-partijkleding: zwarte overhemden, zwarte pantalon of rijbroek, zwarte leren motor- of rijlaarzen, zwart lederen koppelriem met bijbehorende draagriem. Al naargelang de weersomstandigheden kon een zwarte tuniek en/of zwarte overjas worden gedragen. Het is niet onmogelijk dat hier en daar zwarte pistooltassen aan de koppelriem werden gedragen. Gezien de vrij povere bewapening zal het hier om incidentele gevallen zijn gegaan.
Gewestelijke indeling van de Nederlandse landwacht:
| Naam         | Regio's                         | Bevelhebber                       |
| ------------ | ------------------------------- | --------------------------------- |
| Stormban I   | Zuid-Holland en Zeeland         | H.A.M. van der Heijden (NSB)      |
| Stormban II  | Noord-Holland en Utrecht        | W. Slob (NSB)                     |
| Stormban III | Groningen, Friesland en Drenthe | T.J.S. van Efferen (Germaanse SS) |
| Stormban IV  | Gelderland en Overijssel        | N.J. Alblas (NSB)                 |
| Stormban V   | Noord-Brabant en Limburg        | G. Rollema (Germaanse SS)         |

Na de oorlog werd op drie voormalige Landwachters, Gerard Rollema (1915), Gerrit Sanner (1909) en Dirk Eijkelboom (1895) de doodstraf ten uitvoer gebracht.